# Механизм параллельного движения

Анимация Механизма параллельного движения.

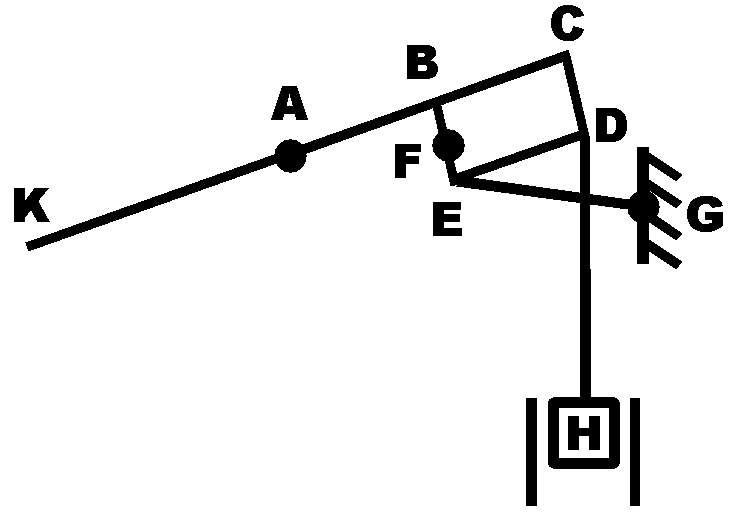
Рис. 1. Схема механизма параллельного движения.

Рис. 2. Принцип работы механизма.

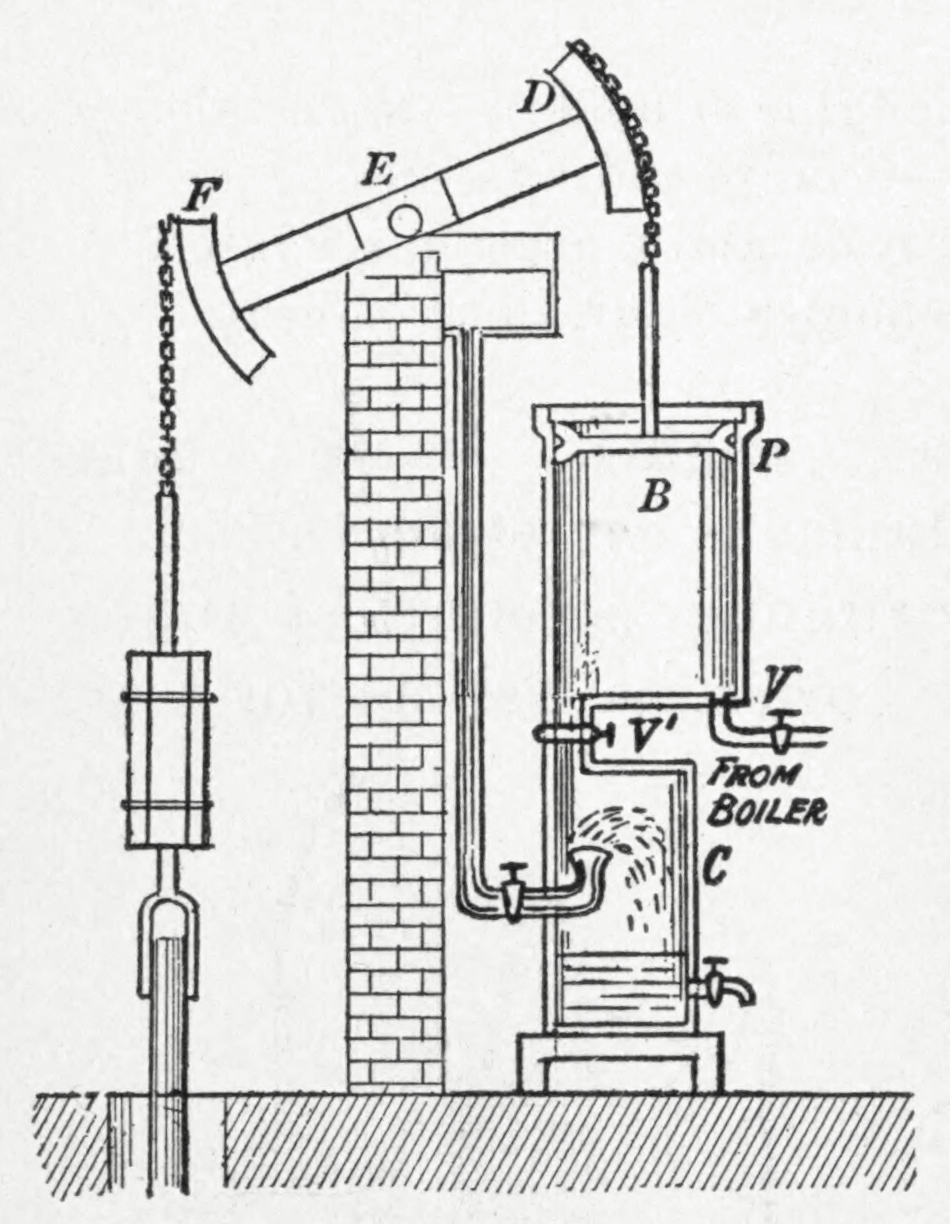
Рис. 3. Паровой двигатель Ньюкомена с конденсатором Уатта.

Механизм параллельного движения — механизм, изобретённый шотландским инженером Джеймсом Уаттом в 1784 году для его парового двигателя двойного действия.
В то время паровые машины ещё не были достаточно совершенными, однако, на шахтах для откачки воды уже использовались паровые двигатели Ньюкомена (рис. 3). В этой установке мощность вырабатывается во время хода поршня только в одну сторону (вниз), и передаётся от двигателя к коромыслу DF посредством цепи. Обратный ход поршня (вверх) — холостой, цепь поднимает поршень за счёт веса насоса с другой стороны коромысла (со стороны луча EF). В новом паровом двигателе Уатта, который стал двигателем двойного действия, мощность вырабатывалась как во время хода поршня вниз, так и вверх. Цепь не могла передавать усилие от двигателя к коромыслу во время хода поршня вверх, поэтому Уатт создал специальный механизм двойного действия (рис. 1) и назвал его «механизмом параллельного движения», поскольку как насос, так и поршень перемещаются вертикально и параллельно друг другу.
В письме к своему сыну в 1808 году Уатт писал:
Я горжусь механизмом параллельного движения больше, чем любым другим своим изобретением, которое я когда-либо сделал

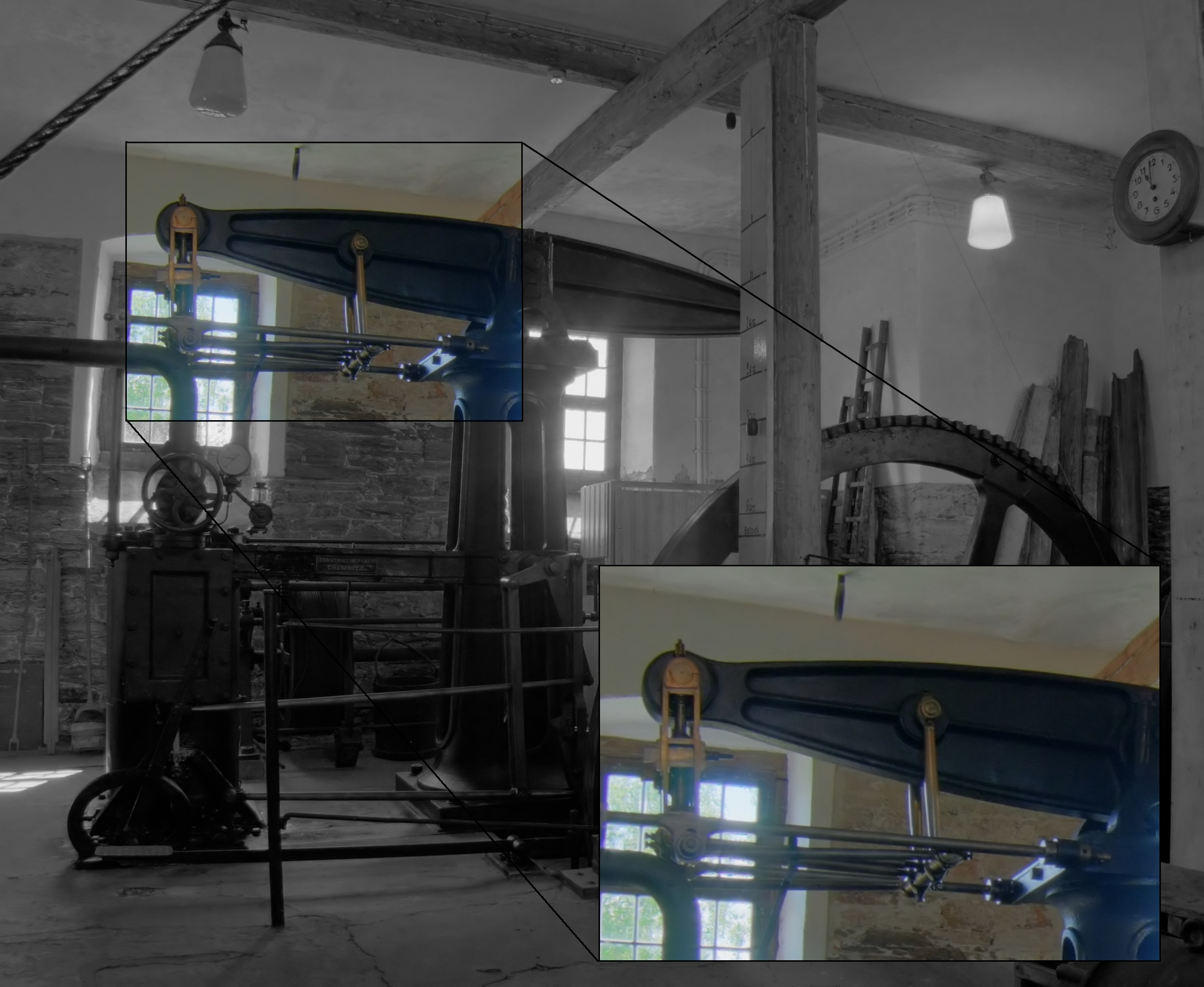
Рис. 4. Механизм параллельного движения на насосном двигателе

На схематическом рисунке (рис. 1) точка A — это втулка коромысла KAC, соответствующая точке Е на рис. 2 (не путать с точкой Е на рис. 1). Вокруг точки А коромысло КАС совершает качательные движения вверх и вниз. Буквой H обозначен поршень, который вынужден двигаться вертикально, и не может двигаться горизонтально. Сердцем конструкции является четырёхзвенный механизм, состоящий из звеньев AB, BE и EG, в котором неподвижным звеном (базой) является AG, причём обе точки А и G представляют собой плоские шарнирные крепления описываемого механизма параллельного движения к корпусу двигателя. Когда коромысло вращается, точка F (она показана специально для данного пояснения, но по факту не видна на машине) описывает своим движением сильно вытянутую восьмёрку в воздухе. Если коромысло поворачивается на небольшой угол, то движение точки F очень близко к прямолинейному. Описываемая «восьмёрка» является симметричной, если звенья AB и EG равны по длине, и она тем ближе к прямой, чем ближе друг к другу два соотношения — отношение длины звена BF к длине FE, и отношение длины AB к длине EG. Если длина хода поршня (которая является одновременно максимальным ходом точки F) равняется S, то прямолинейный участок тем больше, чем ближе BE к {\displaystyle (2/3)\cdot S}, а AB — ближе к {\displaystyle 1{,}5\cdot S} (см.). Принципиально возможно присоединить шток поршня непосредственно к точке F, но это сделает форму машины достаточно неуклюжей, и точка G будет находиться очень далеко от коромысла КАС. Чтобы этого избежать, Уатт добавил в конструкцию механизм в виде параллелограмма, сформировав пантограф. Это гарантирует, что точка F всегда лежит на прямой линии между точками A и D, и таким образом, движение точки D является «усиленной версией» движения точки F. По этой причине шток DH поршня H присоединён к точке D.
Как уже было отмечено, движение точки F не является строго прямолинейным, а только весьма близко к нему. Однако описанный механизм параллельного движения даёт отклонение от прямолинейности примерно на 1/4000 часть. Позже в XIX веке были созданы механизмы, создающие строго прямолинейное движение, первыми из которых были механизм Липкина — Посселье и механизм Саррюса.